# タイワンモンシロチョウ

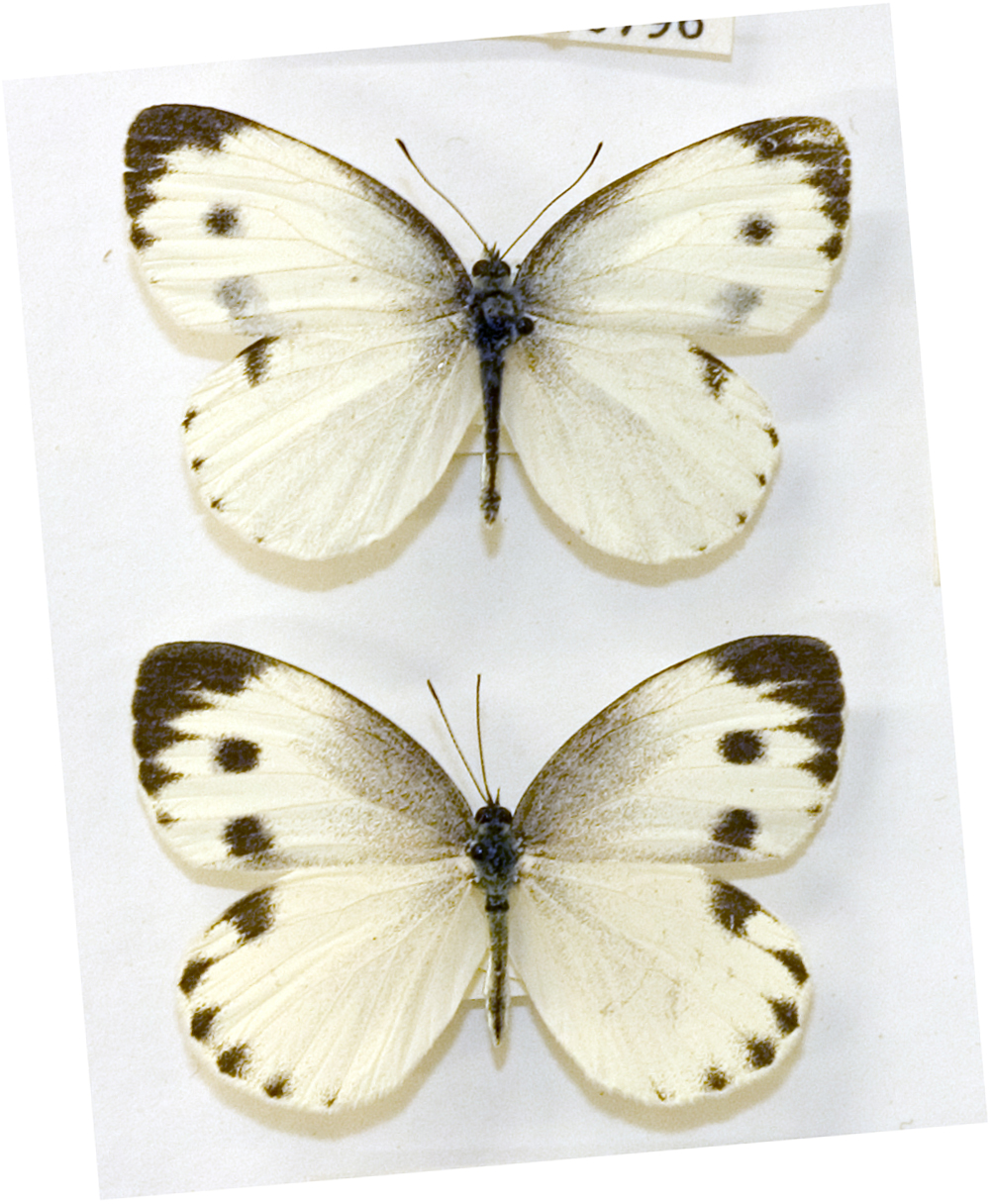
上が雄、下が雌。

タイワンモンシロチョウ（台湾紋白蝶、 Pieris canidia）は、シロチョウ科に属するチョウの一種。

## 概要
モンシロチョウとよく似た小型から中型の白い蝶。モンシロチョウよりやや小さく、前翅の黒斑は大きく、後翅前縁にも黒斑を持つ。キャベツを主に食べるモンシロと違い、食草の制約から林縁や渓流沿いに多産する。訪花性は強い。
ホソオチョウは朝鮮海峡成立後に半島南端まで勢力を伸ばしたため、趣味者によるゲリラ放蝶が行われるまで日本には分布していなかったが、本種はそれと同様に対馬までは到達したものの本土に来ることができず対馬でとどまった。日本ではほとんど生育しないハナナズナのほかタネツケバナ・オオタネツケバナ・イヌガラシ・ミチバタガラシなど作物種以外を食草としているため、流通作物に付随した人為的な本土侵入もなかったものと考えられている。
1990年ごろ、南方から与那国島にも侵入した。両者で形態差があり、それぞれ亜種として分けられている。
3月から10月にかけて年5、6回発生。越冬態は蛹。

## 分布
対馬および与那国島。
国外では台湾のほか中国大陸、朝鮮半島。シンガポールにも移入した。